# ワシントン郡 (ジョージア州)

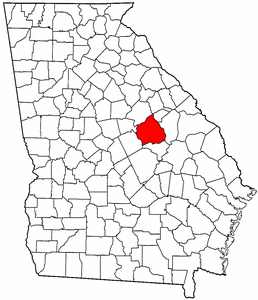

ワシントン郡（Washington County）は、アメリカ合衆国ジョージア州にある郡である。人口は1万9988人（2020年）。郡庁所在地はサンダーズビルである。

## 地理
アメリカ合衆国統計局によると、この郡は総面積1,773 km2 (684 mi2) である。このうち1,762 km2 (680 mi2) が陸地で10 km2 (4 mi2) が水地域である。総面積の0.59%が水地域となっている。

## 人口動勢
2000年現在の国勢調査で、この郡は人口21,176人、7,435世帯、及び5,382家族が暮らしている。人口密度は12/km2 (31/mi2) である。5/km2 (12/mi2) の平均的な密度に8,327軒の住宅が建っている。この郡の人種的な構成は白人45.73%、アフリカン・アメリカン53.20%、先住民0.17%、アジア0.26%、太平洋諸島系0.01%、その他の人種0.20%、及び混血0.43%である。ここの人口の0.63%はヒスパニックまたはラテン系である。
この郡内の住民は26.90%が18歳未満の未成年、18歳以上24歳以下が8.80%、25歳以上44歳以下が30.30%、45歳以上64歳以下が21.40%、及び65歳以上が12.60%にわたっている。中央値年齢は36歳である。女性100人ごとに対して男性は81.50人である。18歳以上の女性100人ごとに対して男性は75.20人である。
この郡内の世帯ごとの平均的な収入は29,910米ドルであり、家族ごとの平均的な収入は36,325米ドルである。男性は33,263米ドルに対して女性は21,388米ドルの平均的な収入がある。この郡の一人当たりの収入 (per capita income) は15,565米ドルである。人口の22.90%及び家族の18.70%は貧困線以下である。全人口のうち18歳未満の30.00%及び65歳以上の23.20%は貧困線以下の生活を送っている。

## 都市及び町
- デイビスボロ (Davisboro)
- ディープステップ (Deepstep)
- ハリソン (Harrison)
- Oconee
- リドルビル (Riddleville)
- サンダーズビル (Sandersville)
- Tennille